# Centrum tělesné výchovy a sportu Univerzity obrany

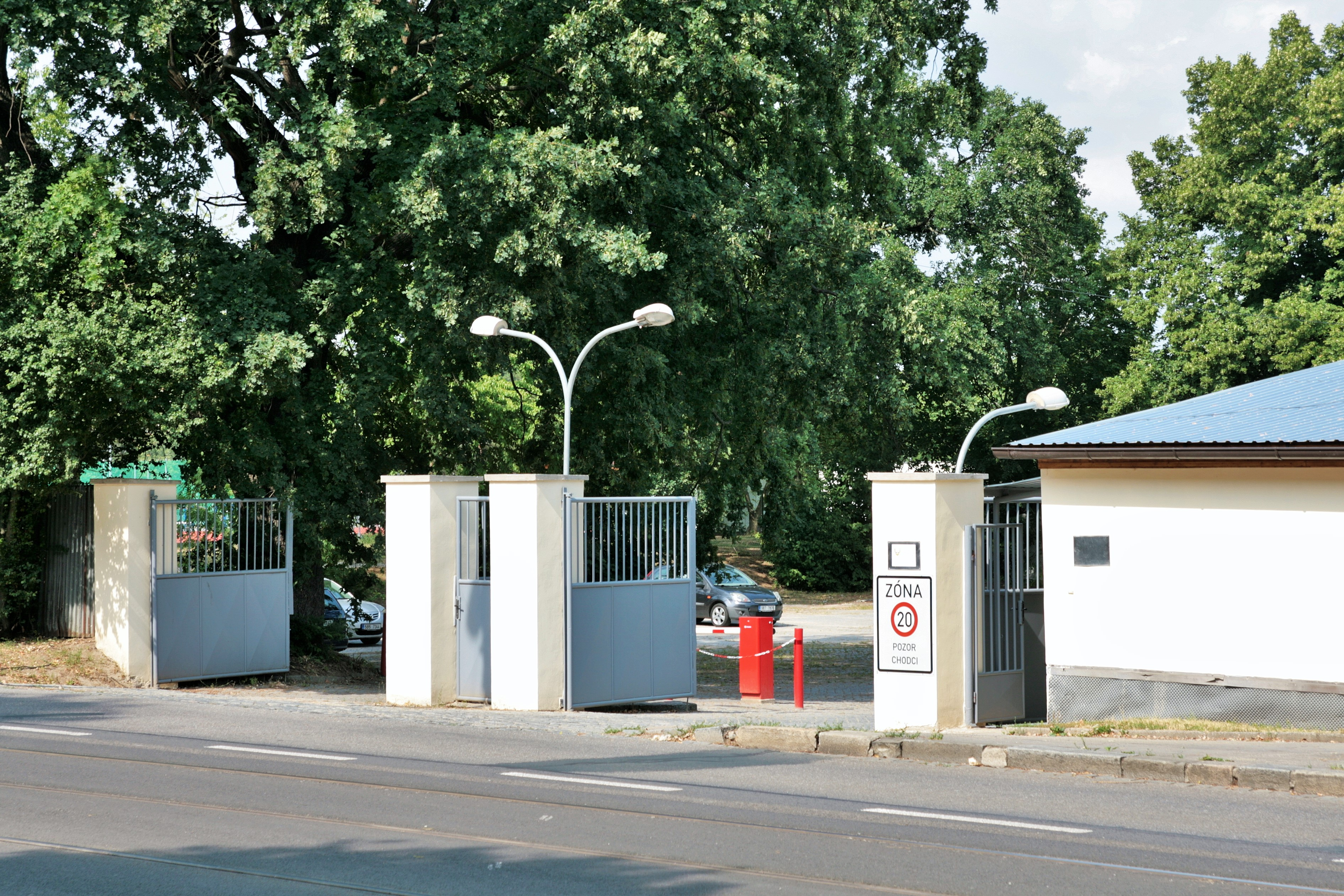
Vstup do kasáren Jana Babáka, kde CTVS sídlí

Centrum tělesné výchovy a sportu (CTVS) je pracoviště Univerzity obrany, které organizuje a rozvíjí tělesnou výchovu a sport na univerzitě. Centrum zajišťuje výuku v základní tělesné výchově a speciální tělesné přípravě, dále organizuje služební tělovýchovu příslušníků školy, výběrové tělovýchovné a sportovní činnosti, organizuje volnočasové aktivity a sportovní reprezentaci Univerzity obrany.

## Činnost
Centrum realizuje jak výuku zaměřenou na rozvoj základních pohybových schopností, tak i výuku speciální tělesné přípravy. Součástí speciální tělesné přípravy je boj zblízka, překonávání překážek s využitím lezeckých technik (vojenské lezení), překonávání vodních překážek (vojenské plavání), přesuny v extrémních podmínkách a základy přežití. Centrum nabízí i další volnočasové aktivity pro studenty a zaměstnance Univerzity obrany.